# 守口市立錦小学校
守口市立錦小学校（もりぐちしりつにしきしょうがっこう）は、大阪府守口市の南部に位置する公立小学校。標準服が制定されている。

## 沿革
従来の守口市立寺方小学校と守口市立橋波小学校の校区を再編し、1965年に開校した。開校当初は寺方小学校に仮校舎を設置していたが、1965年6月1日に新校舎に移転した。新校舎移転の日を創立記念日としている。
1976年には障害児対象の寺方小学校分校を、錦小学校分校として移管した。分校は翌1977年、守口市立養護学校（1996年府に移管、現大阪府立守口支援学校）として独立した。
- 1965年4月 - 寺方小学校内に仮校舎で開校
- 1965年6月 - 新校舎（現在地）に移転。この日を創立記念日とする。

## 通学区域
- 守口市 東郷通1-3丁目、菊水通4丁目、南寺方東通1-6丁目、寺方本通3-4丁目、寺方錦通2-4丁目の全域。
- 守口市 菊水通2-3丁目、大宮通4丁目、寺方本通1-2丁目、寺方錦通1丁目のうち、それぞれ国道163号線以東の区域。

卒業生進学先：守口市立錦中学校

## 交通
- Osaka Metro長堀鶴見緑地線 鶴見緑地駅 北へ約2km。